# Joersfelder Segel-Club

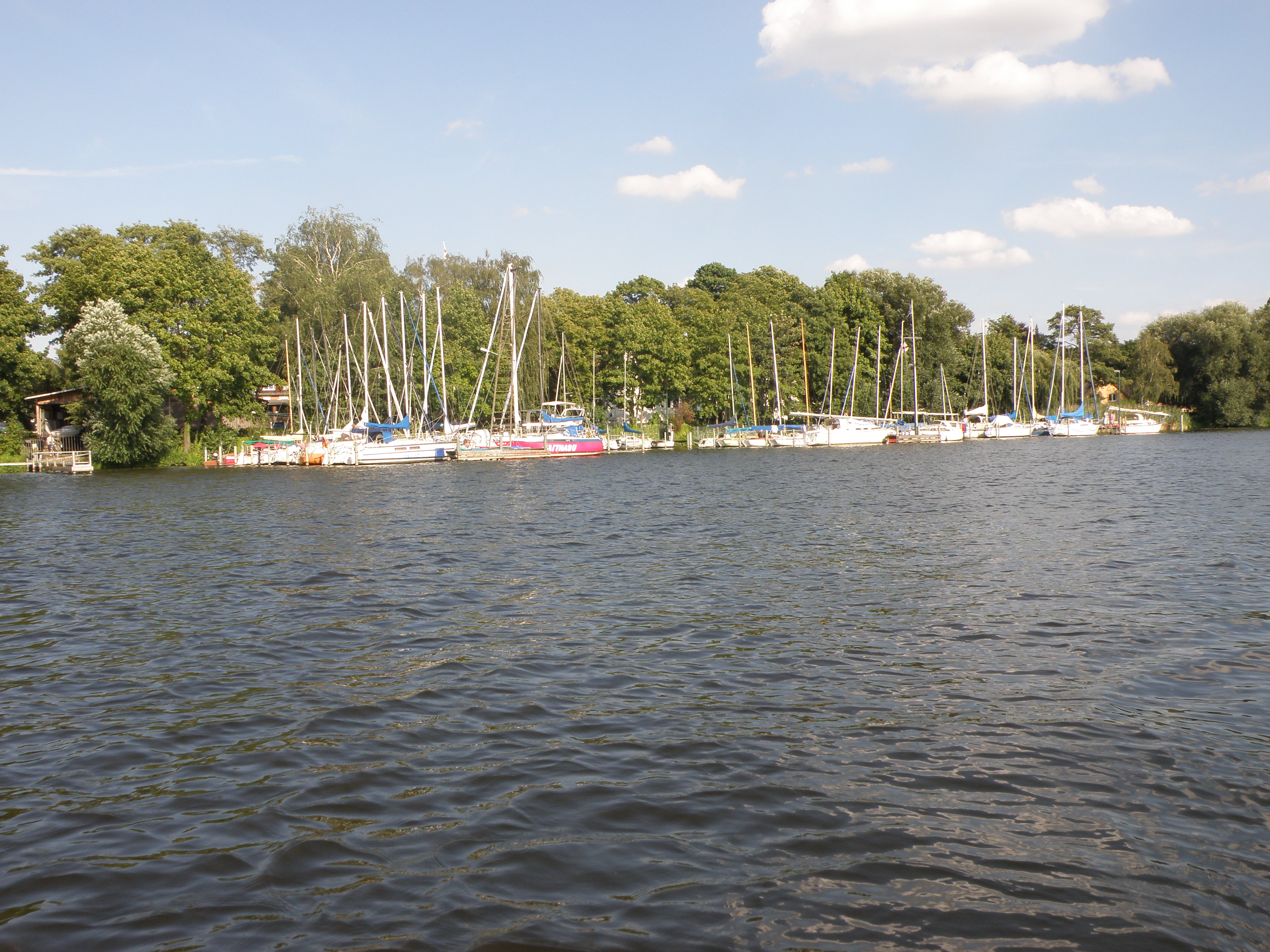
Der JSC von der Havel aus gesehen

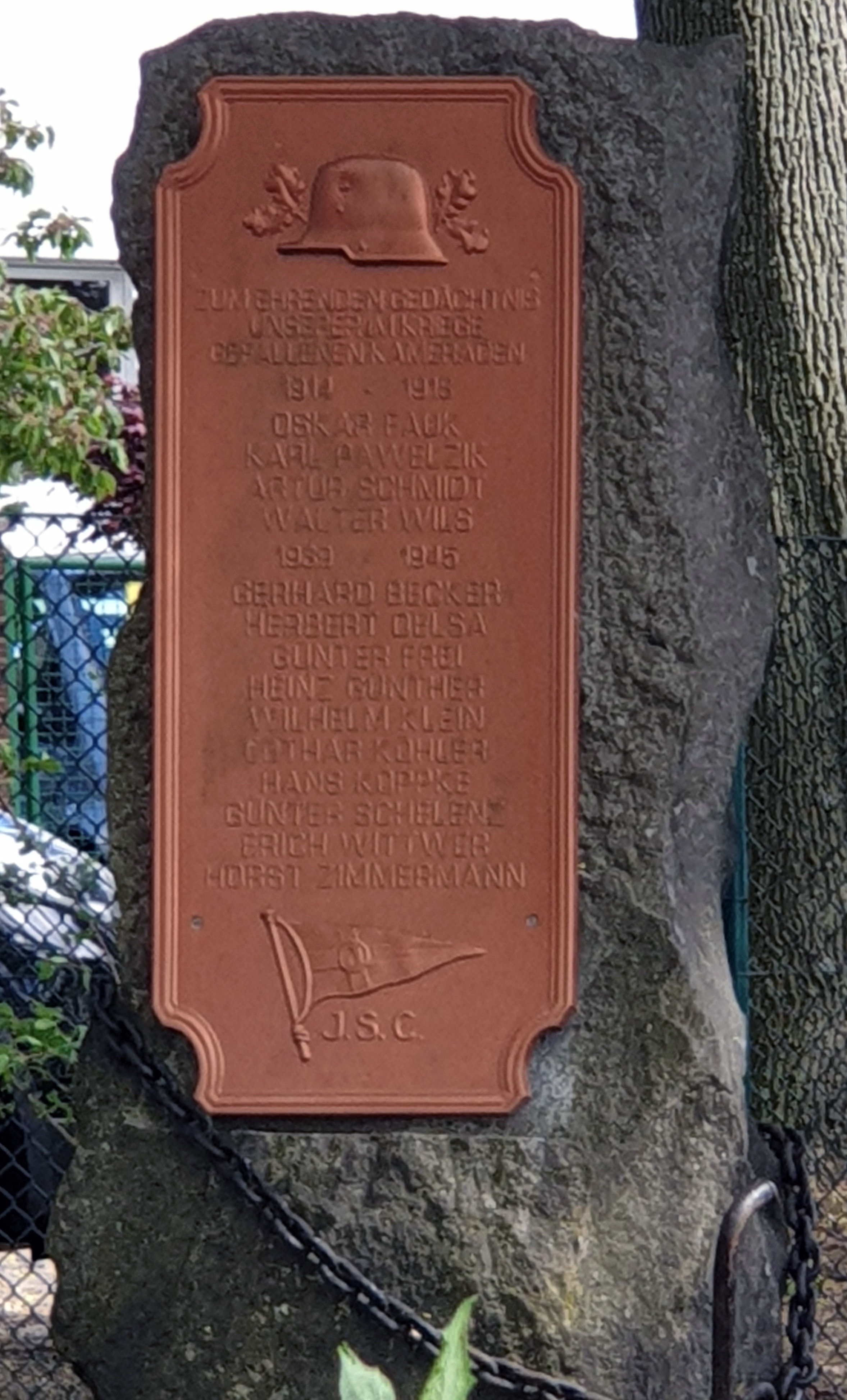
Gedenkstein für die gefallenen Kameraden

Der Joersfelder Segel-Club (abgekürzt mit JSC) ist ein Berliner Segelverein, dessen Vereinsgelände und Hafen am Ost-Ufer der Havel im Stadtbezirk Reinickendorf liegen. Der JSC ist Mitglied des Deutschen Segler-Verbandes, des Berliner Segler-Verbandes, Gründungsmitglied des Sailing-Team Germany e. V. und Mitglied des Deutschen Challenger Yacht Club.

## Geschichte
1907 als Segelklub Vereinigte Joersfelder Segelfreunde gegründet, wurde der Verein bereits 1909 in Joersfelder Segel-Club umbenannt. Nach dem Ruhen der seglerischen Aktivitäten während des Ersten Weltkrieges entwickelte sich der Club während der Weimarer Republik rasch. 1919 konnte der erste Teil des heutigen Geländes in der damaligen Roonstraße (die heutige Marlenestraße) im Reinickendorfer Ortsteil Tegelort erworben werden. Ein Zukauf 1955 erweiterte das Gelände. Hafenanlagen, ein Bootsschuppen und ein Clubhaus wurden errichtet. 1926 trat der Verein dem Deutschen Segler-Verband bei; zuvor hatte der JSC seit 1912 dem Deutschen Segler-Bund angehört.
Während der NS-Zeit wurde der Club „arisiert“, ab 1937 mussten die jüdischen Mitglieder ausgeschlossen werden. Der Club wurde gleichgeschaltet, Organisationsform und Satzung wurden staatlich vorgegeben (Führerprinzip) und militärisch ausgerichtet.
Bei Kriegsende wurden Flüchtlinge im Clubhaus untergebracht und das Grundstück wie teilweise auch Boote von der französischen Besatzungsmacht beschlagnahmt. Ab 1946 wurden wieder Versammlungen abgehalten und der Club 1949 neu gegründet. Mitte 2010 hatte der JSC 111 ordentliche Mitglieder, 43 Jugendmitglieder und 11 Familienmitglieder, daneben 24 Gast- und 21 passive Mitglieder. Viele Vereinsangehörige sind bereits in der zweiten, teilweise auch dritten Generation dabei.

## Vereinsbesitz
Zum Vereinsbesitz gehören neben dem Grundstück von 5800 Quadratmetern die Gebäude auf dem Gelände, Hafenanlagen mit Bootsliegeplätzen, eine Slipanlage und ein Kran für Boote bis zu 2,5 Tonnen. An Schiffen verfügt der JSC neben einem alten Transportschiff, das als Regattabegleitboot genutzt wird, über einen Kutter, zwei J/24, zwei 420er, sowie Optimisten und Schlauchboote für Trainer und die Regattaausrüstung. Der Fahrzeugbestand der Mitglieder beträgt 69 Boote unterschiedlicher Klassen, vor allem Segelboote, vereinzelt auch Motorboote.

## Segelrevier
Das Segelrevier des Vereins ist überwiegend ein Flussrevier. Es umfasst den mittleren Lauf der Havel, die hier die Bundeswasserstraße 1 bildet, von der Einmündung des Oder-Havel-Kanals in den Nieder Neuendorfer See bis zur Eiswerderschen Brücke nördlich der Spandauer Schleuse sowie den Tegeler See. Um größere Wasserflächen zu erreichen, muss eine der beiden Engstellen Scharfenberger Enge oder der südliche Auslauf des Nieder Neuendorfer Sees passiert werden.

## Aktivitäten
Viele Mitglieder sind national und international erfolgreich als Regattasegler tätig, weitere sind Fahrtensegler, andere Freizeitsegler. In der großen Jugendabteilung werden bis zu 80 Kinder und Jugendliche von ehrenamtlichen Trainern des Vereins betreut. Der JSC richtet im Wechsel mit anderen Vereinen am Tegeler See und der mittleren Havel die Feiern zum Auf- und Abslippen aus. Der Verein hat eine Kutter-Regatta gestiftet, das „Blaue Band von Joersfelde“, und organisiert neben Vereinsregatten auch weitere Wettfahrten wie die „Goldplakette Folkeboote“, „Goldplakette O-Jollen“, „420-Cup“ und „Fallbeil der Piraten“. Zusammen mit dem Warnemünder Segel-Club und anderen Vereinen ist der JSC Ausrichter der Warnemünder Woche.